# Kvantor (logika)

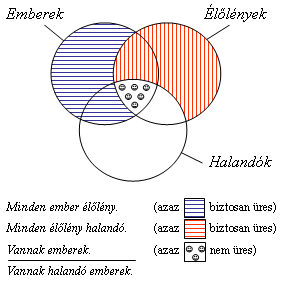
Egy tipikus kvantoros következtetés ábrázolása Venn-diagramon. Mivel az emberek és halandók közös részét jelentő tartományban van létezési jel, ezért igaz a következtetés

A kvantorok elmélete a „minden” és „létezik” szavak használatát kívánja vizsgálni speciális, logikai szempontból. Bár ez a vizsgálódás a természetes nyelv szűk töredékének működését, pusztán a logikai jelentést figyelembe véve tárja fel, mégis számos alkalmazása van a nyelvtudományban, a formális nyelvek elméletében és nélkülözhetetlen a metafizika és az ismeretelmélet számára. A kvantorok, vagyis a ∀ szimbólummal jelölt „minden” szó és a ∃ szimbólummal jelölt „létezik” szó lépten nyomon előbukkan a matematikában.
A kvantifikáció menete lényegében a következő. A „… halandó”
nyitott mondatból (predikátumból) nem csak úgy kaphatunk zárt mondatot, hogy egy nevet helyettesítünk a kitöltetlen helyre: „Szókratész halandó”. Kijelentő mondatot kapunk úgy is, ha a nyitott mondatot teljesítő alanyok számára teszünk valamilyen állítást:
„Mindenki halandó” (univerzális kvantifikáció),
„Létezik, aki halandó” (egzisztenciális kvantifikáció),
„100 van, aki halandó” (numerikus kvantifikáció).
A mondat eme mennyiségi jellemzőjét nevezte Arisztotelész kvantitásnak, az utókor pedig az említett szavakat kvantornak.

## A vizsgálódás története
A kvantorok közötti kapcsolatokra vonatkozó legegyszerűbb szabályokat először Arisztotelész írta le az Organonban – lásd: tradicionális logika. Azért tartotta fontosnak a „létezik olyan P, ami Q” és „minden P Q” alakban írható kijelentéseket, mert ezek általános igazságokat fejezhetnek ki, így a tudományok kijelentő mondatai bizonyosan ilyenekből állnak. A középkorban előrelépés nem történt. Euler volt az első, aki körökkel ábrázolta a kvantoros következtetéseket, az általános grafikus módszert azonban csak George Boole követője John Venn alkotta meg. Mindez csak olyan mondatokra volt alkalmazható, melyek csak egy kvantort tartalmaztak.
A formalizációban áttörést Frege azon munkája jelentette, melyben a nyitott mondatokat függvényként kezelte (1879). Ekkor már értelmes volt többváltozós predikátumokról beszélni és az egymásba ágyazott kvantorok logikai szabályait feltárni. Vizsgálandó például, hogy igaz-e a következő kijelentés: „Ha minden nemzeti ünnepen van olyan zászló, amit kiteszünk, akkor van olyan zászló, amit minden nemzeti ünnepen kiteszünk”. Természetesen a matematikusok ekkorra már jócskán túl voltak a többrétegű kvantifikáció alkalmazásán. Ám, a matematikatörténet egy nevezetes tévedése éppen a többkvantoros kifejezések értelmezésének elhanyagolása miatt ütötte fel a fejét (lásd: egyenletes folytonosság).
Charles S. Peirce mutatott rá először, hogy a „létezik” kvantor felfogható egyfajta végtelen logikai összegnek (diszjunkciónak), melyben a tagok állítások, indexekkel ellátva: p1 +  p2 + … + pn + … . Emiatt jelölte az egzisztenciális kvantifikációt (Σi)pi-vel. Hasonló okokból az univerzális kvantifikáció jele a szorzatra utalva (Πi)pi volt (1885). Peano vezette be a fordított E betűt (∃) a létezés jelölésére (1897) és Gentzen a német alles szó fordított kezdőbetűjének, ∀-nek az univerzális kvantor szimbolizálására (1935). Peirce és a későbbi kutatók hatására alakult ki a jelenlegi sztenderd jelölés, mely a (∃x)A és a (∀x)A.
Frege utalt rá először, hogy a kvantorral képzett kijelentő mondatokban nincs kitöltetlen hely annak ellenére, hogy szerepel bennük változó. Ugyan az a helyzet, mint az integrál és a derivált jelével:
{\displaystyle \int \limits _{a}^{b}f(x)dx} és {\displaystyle \left.{\frac {df}{dx}}\right|_{x=a}}
bár szerepel bennük az x változó, de ezek mégsem változó mennyiségek (függvények), hanem mindegyik egyetlen szám. Hasonlóképpen a (∃x)A(x) kifejezés, bár tartalmaz változót, de ugyanúgy nem nyitott mondat, mint a létezik, aki halandó mondat. A kvantorok úgy nevezett változót lekötő operátorok.
A kvantoroknak metalogikai és halmazelméleti értelmezést Tarski adott, amikor kidolgozta a modellelméleti szemantika tudományát. A kvantorok bizonyításelméleti jellemzését Gentzen adta meg. A halmazelméleti értelmezés alapján jöttek létre a kvantorfogalom általánosításai, például a létezik végtelen olyan dolog, ami A és létezik kontinuum sok olyan dolog, ami A típusú kvantifikációk.
Az intuicionista matematikusok kritizálták a kvantorok hagyományos értelmezését és némiképp más, módosított jelentéssel használták őket.

## A kvantifikáció szabályai
A célszerűség érdekében a kitöltetlen helyeket alkalmazó jelölésrendszer helyett a változókat alkalmazó úgy nevezett funkcionális jelölésmódot szokás alkalmazni. Ebben az esetben a
„… halandó”
predikátum így írandó:
„x halandó”
Vagy egy matematikai példa: a „… négyzete 25”  helyett sokkal hatékonyabb az „x2=25” írásmódot használni. Többváltozós példák: „x azt hiszi, hogy y nem tud úszni”, „x+y=3”.
A kvantorok szándékolt jelentése a következő.

### Univerzális kvantor
{\displaystyle (\forall x)A\,} – „minden A tulajdonságú”,

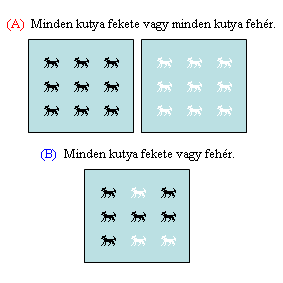
(B) igazságfeltétele, hogy akármelyik kutya fekete vagy fehér legyen, tehát (A)-ból, az egyszínű kutyák feltételéből következik (B). (B) szerint azonban előfordulhat, hogy vannak fekete és vannak fehér kutyák is, így (B)-ből nem következik (A).

azaz ha az A formula tartalmazza az x változót, akkor akármit x helyére helyettesítve, az így nyert formula igaz lesz. (Ha nem tartalmazza A az x-et, akkor (∀x)A elvileg nem különbözik A-tól.)
Például:
(∀x)(x = x) jelentése: „minden x egyenlő saját magával”,
vagy a halmazelméletben
(∀x)(Ø ⊆ x) jelentése: „az üres halmaz minden halmaznak részhalmaza”
1. {\displaystyle (\forall x)(A\wedge B)\;\Leftrightarrow \;(\forall x)A\;\wedge \;(\forall x)B}
2. {\displaystyle (\forall x)(A\vee B)\;\Leftarrow \;(\forall x)A\;\vee \;(\forall x)B}
3. {\displaystyle (\forall x)(A\wedge B)\;\Leftrightarrow \;A\;\wedge \;(\forall x)B}, ha  nem szerepel x az A formulában
4. {\displaystyle (\forall x)(A\vee B)\;\Leftrightarrow \;A\;\vee \;(\forall x)B}, ha  nem szerepel x az A formulában
5. {\displaystyle (\forall x)(\forall y)A(x,y)\;\Leftrightarrow \;(\forall y)(\forall x)A(x,y)}

Szemléletesen az univerzális kvantort tekinthetjük végtelen sok tényezőjű konjunkciónak, így egy természetes elvárásunkat teljesíti az 1. azonosság. A diszjunkcióra vonatkoztatva ez már csak egyirányba igaz mindig, ezt formalizálja a 2. következtetés. Hiszen abból, hogy „minden macska fekete vagy fehér”, nem következik, hogy „minden macska fekete vagy minden macska fehér”. Ez utóbbi ugyanis azt mondja, hogy minden macska ugyanolyan színű, míg az előbbi megengedi, hogy legyenek eltérő színű macskák. Holott a 2. képletben szereplő irányban érvényes a következtetés, csak akkor valamelyik szín említése fölösleges. Világos, hogy kellő odafigyeléssel elkerülhetjük, hogy következtetési hibába essünk. Általában a (∀x) kvantor alól nem hozhatók ki az x-et tartalmazó kifejezések. Ellenben, ha például az A formulában nem szerepel x, akkor teljesül a 3. és 4. azonosság. Az egymás utáni ∀ kvantorok egymással felcserélhetők, ez az 5. szabály. Ez persze csak többváltozós ( A(x,y) ) predikátumok esetén releváns információ.

### Egzisztenciális kvantor
{\displaystyle (\exists x)A\,} – „van A tulajdonságú dolog”,

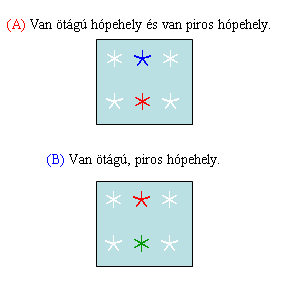
(B)-ből következik (A). (A)-ból viszont nem következik (B), mert (A) akkor is igaz lehet, ha külön van nem piros ötágú hópehely és van nem ötágú piros hópehely, míg (B) csak akkor igaz, ha egy hópehelyre mindkét tulajdonság (piros, ötágú) igaz.

azaz ha az A formula tartalmazza az x változót, akkor bevezethetünk egy új t jelet, melyet az x helyére helyettesítve az így nyert A( t)  formula igaz lesz. (Ha nem tartalmazza A az x-et, akkor (∃x)A elvileg nem különbözik A-tól.)
Például:
(∃x)(x < 2) jelentése: „létezik  2-nél kisebb szám”,
vagy a halmazelméletben
(∃x)(∀y)(x ⊆ y) jelentése: létezik olyan (x) dolog , mely minden (y) dolognak részhalmaza, ti. az üres halmaz ilyen.
1. {\displaystyle (\exists x)A\vee (\exists x)B\;\Leftrightarrow \;(\exists x)(A\vee B)}
2. {\displaystyle (\exists x)(A\wedge B)\;\Rightarrow \;(\exists x)A\;\wedge \;(\exists x)B}
3. {\displaystyle (\exists x)(A\wedge B)\;\Leftrightarrow \;A\;\wedge \;(\exists x)B}, ha  nem szerepel x az A formulában
4. {\displaystyle (\exists x)(A\vee B)\;\Leftrightarrow \;A\;\vee \;(\exists x)B}, ha  nem szerepel x az A formulában
5. {\displaystyle (\exists x)(\exists y)A(x,y)\;\Leftrightarrow \;(\exists y)(\exists x)A(x,y)}

Intuitíve az egzisztenciális kvantort tekinthetjük végtelen sok tagú diszjunkciónak, így egy természetes elvárásunkat teljesíti az 1. azonosság. A konjunkcióra vonatkoztatva ez már csak egyirányba igaz mindig, csak a 2.-ben jelölt irányban. Hiszen abból, hogy „van fekete macska és van vegetáriánus macska”, nem következik, hogy „van fekete, vegetáriánus macska”. Holott a 2. képletben szereplő irányban érvényes a következtetés, csak akkor ugyanarról a fekete, vegetáriánus állatról teszünk két egzisztenciális kijelentést. A (∃x) kvantor alól sem hozhatók ki az x-et tartalmazó kifejezések. Ha azonban az A formulában nem szerepel x, akkor teljesül, ez olvasható a 3. és 4. képletben. Az egymás utáni ∃ kvantorok egymással felcserélhetők, ez az 5. szabály.

### Vegyes tulajdonságok
1. {\displaystyle \neg (\forall x)A\;\Leftrightarrow \;(\exists x)\neg A}
2. {\displaystyle \neg (\exists x)A\;\Leftrightarrow \;(\forall x)\neg A}
3. {\displaystyle (\forall x)(\exists y)A(x,y)\;\Leftarrow \;(\exists y)(\forall x)A(x,y)}
4. {\displaystyle (\forall x)A\Rightarrow (\exists x)A}
5. {\displaystyle (\exists x)(A\Rightarrow B)\;\Longleftrightarrow \;(\forall x)A\Rightarrow (\exists x)B}
6. {\displaystyle (\exists x)A\Rightarrow (\forall x)B\;\Longrightarrow \;(\forall x)(A\Rightarrow B)}

A két kvantor között kapcsolatot a negációs szabály teremt, mely a de Morgan-szabály kvantoros megfelelőjének tekinthető (1.). Kimondva őket evidensnek tűnnek: ha nem minden dolog A, akkor van olyan dolog, ami nem A, illetve ha nem létezik olyan dolog, ami A, akkor minden dolog nem A. Különböző kvantorok nem cserélhetők fel egymással, ez a 3. szám alatt található vegyes kvantorok felcserélési szabálya. Hiszen abból, hogy mindenki rág egy rágógumit nem következik, hogy van olyan rágógumi, amit mindenki rág. Sokhelyütt érvényesnek tekintik a 4. szabályt, mely az úgynevezett egzisztenciális súly szabálya. Eszerint, ha minden dolog A, akkor létezik A tulajdonságú dolog. Ez a később említendő feltételes kvantoroknál már nem lesz igaz. A 6. és 7. szabályok a feltételes mondatok kvantifikációjára vonatkoznak.